# チャールズ・グレイ (第12代グレイ卿)
第12代グレイ卿チャールズ・グレイ（英語: Charles Gray, 12th Lord Gray、1752年 – 1786年12月18日）は、スコットランド貴族。

## 生涯
第11代グレイ卿ジョン・グレイとマーガレット・ブレア（Margaret Blair、1720年8月6日 – 1790年1月23日、アレクサンダー・ブレアの娘）の息子として、1752年に生まれた。
1773年にコルネットとして第1国王近衛竜騎兵連隊に入隊、1776年に中尉に、1781年に大尉に昇進した後、1783年に退役した。
1782年8月28日に父が死去すると、グレイ卿の爵位を継承した。
1786年12月18日にエディンバラで死去、生涯未婚だったため弟ウィリアム・ジョンが爵位を継承した。